# Grausibia

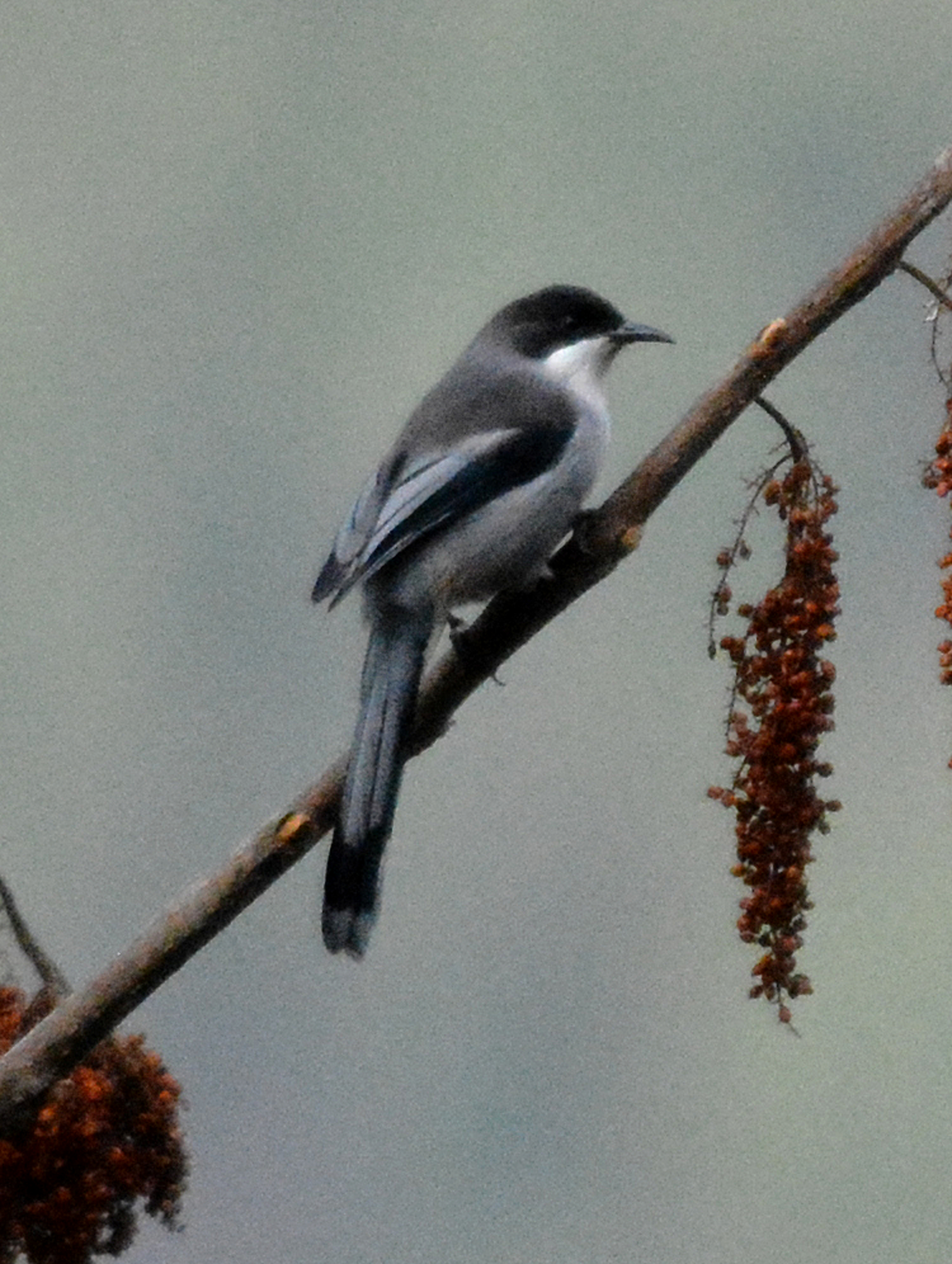
Grausibia in Indien

Die Grausibia (Heterophasia gracilis) ist eine Vogelart aus der Familie der Häherlinge (Leiothrichidae), deren Brutverbreitung von Nordostindien bis nach Myanmar und ins südliche China reicht. Ihre Verbreitung ist auf die Endemic Bird Area „Eastern Himalayas“ beschränkt. Sie ist dort aber recht häufig und wird von der IUCN als nicht bedroht (“least concern”) angesehen.

## Beschreibung
Die Grausibia ist eine 22,5–24,5 cm lange, relativ schlanke und langschwänzige Häherlingsart. Das Gewicht liegt bei 34–42 g. Die Geschlechter unterscheiden sich nicht.
Der Schnabel adulter Vögel ist schwarz; die Iris ist rot bis braun. Die bräunlich schwarze Färbung des Oberkopfs, die bis zum Zügel und den Ohrdecken reicht, läuft in das Grau der Halsseiten aus. Kinn, Kehle und vordere Halsseiten sind weiß und etwas heller als die übrige Unterseite. Die Flanken sind hellgrau, die Brust und die hintere Unterseite zart bräunlich beige getönt. Der Rücken ist etwas dunkler bräunlich als der Nacken; die Oberschwanzdecken sind hellgrau gefärbt. Der Oberflügel ist überwiegend schwarz mit einem hellgrauen Feld, das von den Großen Armdecken und den Schirmfedern gebildet wird. Die Großen Armdecken sind an der Basis weißlich, die Schirmfedern schwärzlich gesäumt. Die äußeren Handschwingen sind auf der Außenfahne hellgrau; die basalen Säume der inneren Handschwingen glänzend blauschwarz. Die mittleren Steuerfedern sind grau mit einem breiten, schwarzen Subterminalband; die äußeren weisen einen zunehmenden Schwarzanteil auf, tragen aber ausgedehnte graue Spitzen. Beine und Füße sind dunkelbraun bis schwarz.
Bei Vögeln im Jugendkleid ist der Oberkopf bräunlicher gefärbt als bei adulten Tieren. Die Oberseite einschließlich der Schulterfedern ist heller und bräunlicher und der Gesamteindruck farblich etwas matter.

## Stimme
Der Gesang der Grausibia (Hörbeispiel) ist eine sehr laute, teils scharf klingende und weit tragende Rufreihe aus hohen, schrill pfeifenden und deutlich voneinander abgesetzten Silben, die meistens in der Tonhöhe absteigen. Er kann als tu-tu-ti-ti-ti-tu, ti-ti-ti-ti-tiu-tu oder tiu-tiu-tiu-tiu-tiu beschrieben werden. Zu den Rufen zählt ein rau metallisches und gereihtes trrit-trrit (Hörbeispiel). Außerdem werden als Kontaktruf ein leises, schnelles, nasales und etwas quiekendes witwit-witarit sowie ein weich trillerendes ti-tiew beschrieben.

## Verbreitung und Wanderungen
Die Brutverbreitung der Grausibia zerfällt in drei disjunkte Teilareale. Das erste liegt in den nordöstlichen indischen Bundesstaaten südlich des Brahmaputra, das zweite im Norden und Westen Myanmars und das dritte im Westen der chinesischen Provinz Yunnan. Die Art ist im gesamten Verbreitungsgebiet Standvogel. Unbestätigten Berichten zufolge wandern allenfalls Vögel aus höheren Lagen im Winter in die Täler ab.

## Lebensraum
Die Grausibia besiedelt überwiegend immergrüne und laubwerfende Laubwälder wie Eichen- und Rhododendronwälder, manchmal aber auch Kiefern- und Mischwälder, bewirtschaftete Wälder und Sekundärwald. Die Höhenverbreitung liegt zwischen 900 und 2800 m.

## Ernährung
Die Grausibia ernährt sich von Insekten, Beeren, kleinen Früchten und Sämereien. Sie sucht häufig blühende Sträucher oder Bäume wie beispielsweise den Asiatischen Kapokbaum auf, um dort nach Insekten und Nektar zu suchen. Oft ist sie aber auf Nahrungssuche im Kronenbereich, an moosbewachsenen Ästen und Epiphyten zu finden und sucht nur gelegentlich die tiefer gelegene Strauchschicht auf. Außerhalb der Brutzeit ist sie oft in kleinen Verbänden anzutreffen.

## Fortpflanzung
Die Brutzeit der Grausibia liegt zwischen April und August. Das Nest steht bis zu 6 m hoch in Baumkronen, auf äußeren Rhododendron- oder Kiefernzweigen oder in Astgabeln junger Bäume. Es ist ein tiefer und stabiler Napf, der aus fein verwobenen Grashalmen, Moos, Wurzeln, Fasern und frischen Kiefernnadeln besteht. Er wird mit feinen Grasbestandteilen, Würzelchen und Rhizomorphen ausgekleidet. Beide Partner sind am Bau beteiligt. Das Gelege besteht aus zwei bis drei, seltener vier Eiern, die auf bläulich- oder grünlich-grauem, seltener rosafarbenem Grund rötlichbraun bis dunkel- oder graubraun gefleckt oder gesprenkelt sind. Beide Partner brüten. Über die Brutdauer und Nestlingszeit ist nichts bekannt.

## Systematik
Das Typusexemplar der Grausibia wurde auf einer Expedition John McClellands (1800–1883) zur Suche von potentiellen Teeanbaugebieten im Auftrag der Britischen Ostindien-Kompanie in Assam gesammelt. McClelland brachte eine Vielzahl von Vögeln von dieser Expedition mit, für deren wissenschaftliche Begutachtung er die Hilfe von Thomas Horsfield suchte. Dieser veröffentlichte 1939 (offizielles Publikationsdatum 1940) die umfangreiche Auswertung, in der 26 neue Arten beschrieben wurden. Die Beschreibungen dieser Arten stammen teilweise von Zeichnungen und Notizen, die McClelland lieferte, zum Teil aber auch von Horsfield, weswegen heute bei vielen dieser Arten die Zuordnung der Erstbeschreibung (ebenso wie das genaue Jahr) umstritten ist bzw. unterschiedlich angegeben wird. Die Grausibia wird hier als Hypsipetes gracilis beschrieben und nach Einschätzung von Edward C. Dickinson, der 2003 sowohl die Veröffentlichung als auch die Typusexemplare einer genauen Untersuchung unterzog, stammt die (nach heutigen Internationalen Regeln für die Zoologische Nomenklatur) maßgebliche Passage von Horsfield. Die Art wird von einigen Autoren auch in die Gattung Malacias gestellt, meist aber in die Gattung Heterophasia eingegliedert.
Die Grausibia wurde traditionell in die Familie der Timalien (Timalidae) eingeordnet – einem taxonomischen Sammelkonstrukt, das von manchen Fachleuten auch als „Papierkorb“ für alle hoffnungslosen Fälle belächelt wurde. In der Tat stellte sich gegen Ende des zwanzigsten Jahrhunderts aufgrund von biometrischen und genetischen Untersuchungen heraus, dass die Familie in der bisherigen Zusammenstellung sowohl paraphyletisch als auch polyphyletisch war. Die Umstrukturierung aufgrund der genetischen Ergebnisse gestaltet sich aufgrund einiger Prioritäts- und Benennungsprobleme kompliziert und ist nicht vollständig abgeschlossen, geschweige denn allgemein anerkannt. Derzeit (Stand 2013) wird die Grausibia in die Familie Leiothrichidae gestellt, also nicht mehr zu den eigentlichen Timalien (Timalidae) gerechnet.